# مبادرة التهديد النووي
مبادرة التهديد النووي (NTI) هي منظمة غير حزبية وغير ربحية تأسست عام 2001 من قبل السيناتور الأمريكي السابق سام نان وتد تيرنر في الولايات المتحدة والتي تعمل على منع الهجمات والحوادث الكارثية بأسلحة الدمار الشامل والاضطرابات النووية والبيولوجية والإشعاعية والكيميائية والسيبرانية.

## المهام
دعم قرار مجلس الأمن الدولي رقم 1887 مهمة المعهد العالمي للأمن النووي داعيا الدول إلى «مشاركة أفضل الممارسات بهدف تحسين معايير السلامة وممارسات الأمن النووي ورفع معايير الأمن النووي للحد من مخاطر الإرهاب النووي».
وقد شارك المعهد في تطوير وتشكيل وتنفيذ مشاريع الأمن النووي بالإضافة إلى بناء الوعي العالمي وتشارك منظمة التهديد النووي في برامج نموذجية لإلهام الجهود الخاصة والحكومية نحو الحد من التهديد النووي والبيولوجي والكيميائي.

## التاريخ
في عام 2002 قدمت مبادرة التهديد النووي مبلغ 5 ملايين دولار إضافية من الأموال الخاصة اللازمة (بالإضافة إلى 3 ملايين دولار من الحكومة الأمريكية) لنقل 48 كيلوجرام من اليورانيوم عالي التخصيب ( يكفي لإنتاج قنبلتين من الأسلحة النووية) من مفاعل فينتشا النووي البائد بالقرب من بلغراد إلى منشأة في الاتحاد الروسي لكي يتم مزجها من اجل استخدامها كوقود نووي تقليدي.
في عام 2008 ساعد المعهد في إنشاء المعهد العالمي للأمن النووي (WINS) في فيينا كجزء من تركيزه على تأمين المواد النووية في جميع أنحاء العالم. اليوم لدى المنظمة أكثر من 3800 عضو من 118 دولة. وكتبت مجلة ذي إيكونوميست: «WINS هو المكان الذي يمكن لأولئك الذين يتحملون المسؤولية العملية عن الاعتناء بالمواد النووية ومشغلي محطات توليد الطاقة والمختبرات والجامعات أن يلتقوا لتبادل الأفكار وتطوير أفضل الممارسات».

## الإنجازات
أنتجت المنظمة عام 2010 الفيلم الوثائقي نقطة التحول النووي الذي عرضه الرئيس أوباما في البيت الأبيض في أبريل 2010.
لقد حفز المعهد الوطني الإيراني على تطوير البنك الدولي لليورانيوم المنخفض التخصيب لدعم السوق ومنع انتشار التقنية النووية من خلال ضمان حصول الدول على الوقود اللازم للأغراض السلمية حيث قدم مستشار المعهد القومي للحرب وارن بافيت 50 مليون دولار لتدشين الاحتياطي الذي سيتم إدارته من قبل الوكالة الدولية للطاقة الذرية ويقع في كازاخستان.